# 木曽川堤（サクラ）

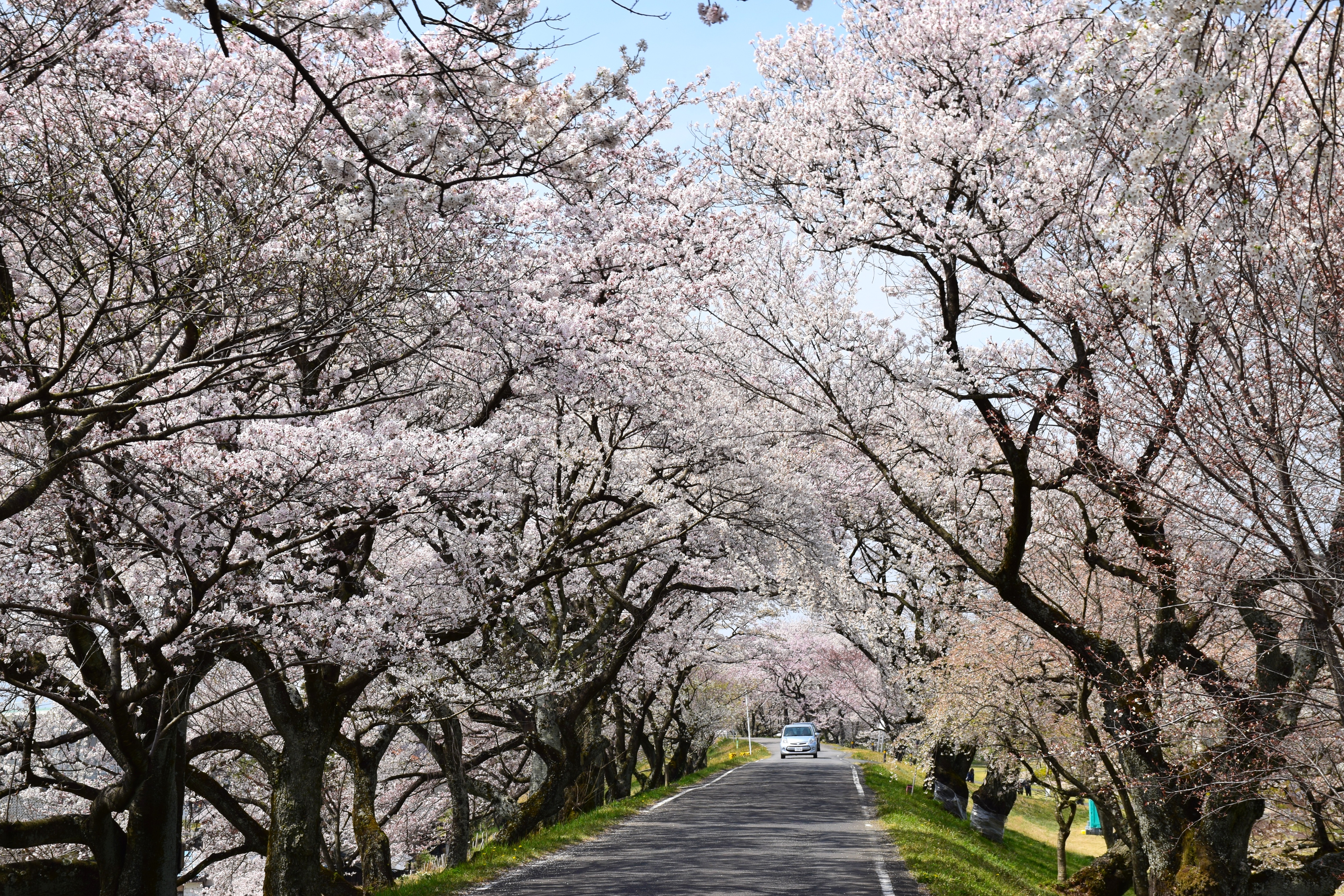
木曽川堤の桜並木

木曽川堤（サクラ）（きそがわづつみ（サクラ））とは、愛知県一宮市から江南市にわたる延長7 kmのサクラ並木であり、1927年（昭和2年）8月11日に国の名勝および天然記念物の二重指定を受けたサクラの名所である。

## 概要
愛知県と岐阜県の県境を流れる木曽川の、犬山市から弥富市まで続く堤防（いわゆる御囲堤）の一宮市北方町から江南市草井町までの区域の両法面に、1885年（明治18年）約1800本のエドヒガン、シダレザクラと共に少数のヤマザクラが植樹されたもので、ソメイヨシノを植樹しない点が日本各地のサクラ並木に対して特徴がある。1927年（昭和2年）「木曽川堤（サクラ）」として、国の名勝、天然記念物に指定された。
伊勢湾台風の暴風による倒木や、枯死、伐採、御囲堤上の県道の拡張などもあり、桜は約400本まで減少したが、その後新たに植樹されている。2025年現在は一宮市黒岩から同市北方町にかけて明治時代に植樹した桜が多く残る。江南市内の木曽川堤で明治時代の桜は小杁地区にわずかに残るのみであり、大部分は新たに植樹したものである。
葉栗郡木曽川町（現在の一宮市）出身の声優である丹下桜の名前の由来は、この木曽川堤の桜並木である。

## 交通アクセス
- 名鉄名古屋本線・尾西線 名鉄一宮駅から名鉄バスに乗車「光明寺」停留所下車、徒歩で約5分。
  - 名鉄バス一宮川島線の「大野」停留所から「河田黒岩」停留所の間、一宮宮田線の「河田黒岩」停留所から「本郷口」停留所は御囲堤上の県道を通る。「大野」停留所から「河田黒岩」停留所の間、「河田黒岩」停留所から「宮田口」停留所の間はバス内から桜を眺めることができる。